# カラミン
カラミンまたはカラミンローションは、軽度の痒みの治療に用いられる医薬品である。日焼け、虫刺され、アメリカツタウルシによるかぶれ、その他の軽度の皮膚の痒みである。乾燥肌の刺激を和らげる効果的もある。用法はクリームまたはローションを肌の患部に塗布する。
副作用には肌の刺激感があげられる。妊娠中のヒトの使用は安全とされる。カラミンは酸化亜鉛と0.5% 酸化鉄(III)(Fe2O3)が調合されたものである。ローションにはこれらに加えてフェノールと水酸化カルシウムなどが含まれている。
カラミンローションの使用の起源は紀元前1500年頃に遡る。世界保健機構の必須医薬品モデルリストに掲載されており、最も効果的で安全な医療制度に必要とされる医薬品である。カラミンは後発医薬品の一般医薬品として入手できる。開発途上国での卸売価格は100mLのボトルにつき約$0.25～$3.85米ドルである。英国の国民保健サービスにかかる費用は約£0.44ポンドである。